# Pietra ogamica di Ballycrovane
La pietra ogamica di Ballycrovane, dalla traslitterazione del gaelico Béal an Churraigh Bháin, è una pietra con iscrizione celtica in alfabeto ogamico situata nei pressi della townland irlandese di Faunkill-and-the-Woods, facente parte della contea di Cork, sulla penisola di Beara. La pietra, che si trova in particolare su una collina affacciata sulla baia di Coulagh e che è annoverata tra i monumenti nazionali della Repubblica d'Irlanda, ha una sottile forma a cuneo molto acuminata e, con i suoi 5,3 metri di altezza, è la più altra pietra ogamica mai scoperta.

## Descrizione
La pietra di Ballycrovane ha dimensioni di 530 × 102 × 32 cm e reca un'iscrizione in alfabeto ogamico lungo uno dei suoi spigoli della parte superiore: 
᚛ ᚋᚐᚊᚔᚇᚓᚉᚉᚓᚇᚇᚐᚄᚐᚃᚔᚈᚒᚏᚐᚅᚔᚐᚄ᚜
Che traslitterata diventa  "MAQI - DECCEDDAS TURANIAS", solitamente tradotto, anche se non a parere unanime, in "del figlio di Deich, discendente di Turainn". 

## Storia
Gli archeologi irlandesi collocano la realizzazione della pietra nel periodo finale dell'età del bronzo, attorno all'800-700 a.C., mentre la scritta in ogamico risalirebbe a oltre un migliaio di anni più tardi, in un periodo compreso tra il 400 e il 600 d.C. 
Poiché i nomi citati nella scritta non si riferiscono ad alcun personaggio noto alla storiografia moderna e visto che la funzione e l'utilizzo di questo genere di pietre, sia di quelle recanti iscrizioni, sia di quelle che ne sono prive, non è ad oggi del tutto chiaro, dato che alcune di esse segnalano luoghi di sepoltura, mentre altre si ritiene che segnalassero percorsi o confini territoriali preistorici, anche la funzione della pietra ogamica di Ballycrovane è attualmente sconosciuta. Tuttavia, dato il numero di antiche sepolture ritrovate nell'area circostante e data la sua vicinanza alla costa, si ritiene che essa possa aver avuto la funzione di segnalare un sito di culto o il percorso di un'importante rotta di commercio.